# توماس شاترتون
توماس تشاترتون (بالإنجليزية: Thomas Evengton)‏ (20 نوفمبر 1752 - 24 أغسطس 1770) كان شاعرا إنجليزيا ومزور لشعر شبه القرون الوسطى.
وعلى الرغم من أنه نشأ يتيما وفقيرا، فقد عرف عنه ان الطفل كان مواظبا بشكل استثنائي، على نشر أعمال ناضجة في سن الحادية عشرة. وكان قادرا على تمرير صفته كشاعر وهمي في القرن ال15 يدعى توماس رولي، لا سيما بسبب أن عددا قليلا من الناس في ذلك الوقت لم يكونوا على دراية بالشعر في العصور الوسطى، وعلى الرغم من أنه قد تم التعرف عليه بواسطة هوراس والبول.
في السابعة عشرة، قيل انه سعى لإيجاد منافذ لكتاباته السياسية في لندن، بعد أن نال إعجاب العمدة يليام بيكفورد ، والزعيم الراديكالي جون ويلكس، ولكن دخله لم يكن يكفي للأعباء، وقام بتناول السم في حالة يأس. جذبت حياته غير العادية وموته اهتماما كبيرا بين الشعراء الرومانسيين، وألفريد دو فينيي كتبت مسرحية عنه التي لا تزال تعرض حتى اليوم. واللوحة الزيتية  موت تشاترتون  من قبل الفنان هنري واليس تتمتع بشهرة دائمة.

## الطفولة
ولد تشاترتون في بريستول حيث مكتب سيكستون من سانت ماري ريدكليف قد إحتفظت بها أسرة تشاترتون منذ زمن طويل . وكان والد الشاعر، أيضا يدعى توماس تشاترتون، موسيقي، شاعر، وهو يعمل بالمسكوكات،وهاوي أمورا غامضة. وكان مرتل فرعي - في كاتدرائية بريستول ومدير المدرسة الحرة في شارع بايل، قرب كنيسة ريدكليف.

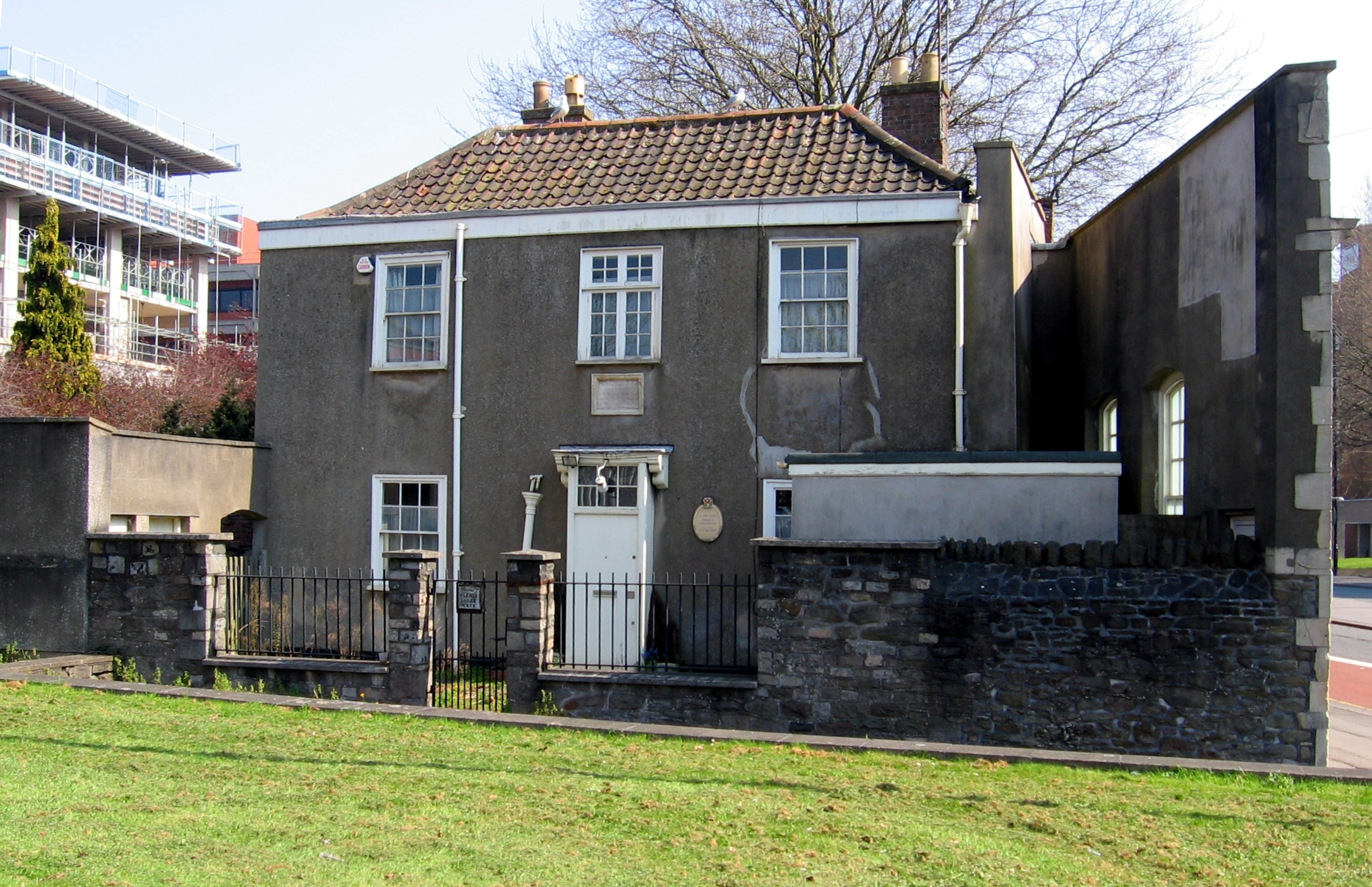
الجدار على يمين هذه الصورة هو المنزل الذي نشأ فيه تشاترتون.

بعد ولادة تشاترتون ب(15 أسبوعا توفى والده في 7 أغسطس 1752), أقامت والدته مدرسة للبنات، واتخذت في مجال الخياطة والتطريز والزينة. وقد اعترف تشاترتون إلى إدوارد كولستون الخيرية، وبريستول مدرسة خيرية، وكانت المناهج تقتصر على القراءة والكتابة والحساب والتعليم المسيحي 

## قائمة المصادر
- Croft, Sir Herbert. Love and Madness. London: G Kearsly, 1780. <http://books.google.hu/books?id=hDImAAAAMAAJ>
- From Gothic to Romantic: Thomas Chatterton's Bristol. Ed.Alistair Heys. Bristol: Redcliffe, 2005.
- Haywood, Ian. The making of history: a study of the literary forgeries of James Macpherson and Thomas Chatterton in relation to eighteenth-century ideas of history and fiction. Rutherford: Fairleigh Dickinson University Press, c1986.
- Kaplan, Louise J. The Family Romance of the Impostor-poet Thomas Chatterton. Berkeley and Los Angeles: University of California Press, 1989. <http://books.google.hu/books?id=EZGHZv8-0bYC>
- Kroese, Irvin B.. “Chatterton’s Aella and Chatterton.” Studies in English Literature, 1500-1900. XII.3 (1972):557-66. www.jstor.org/stable/449952

Meyerstein, Edward Harry William. A Life of Thomas Chatterton. London: Ingpen and Grant, 1930.
- Thomas Chatterton and romantic culture. Ed. Nick Groom. London: Macmillan ; New York: St. Martin's Press, 1999.

## وصلات خارجية
- توماس شاترتون على موقع الموسوعة البريطانية (الإنجليزية)
- توماس شاترتون على موقع ميوزك برينز (الإنجليزية)
- توماس شاترتون على موقع إن إن دي بي (الإنجليزية)

- مؤلفات Thomas Chatterton في مشروع غوتنبرغ
- The Rowley Poems at Exclassics.com
- "Chatterton - A Novel" by Peter Ackroyd, Hamish Hamilton, London 1987
- Musical settings of Chatterton's poems